# 10215 Lavilledemirmont
10215 Lavilledemirmont eller 1997 SQ är en asteroid i huvudbältet som upptäcktes den 20 september 1997 av den tjeckiske astronomen Lenka Kotková vid Ondřejov-observatoriet. Den är uppkallad efter den franske poeten Jean de La Ville de Mirmont.
Asteroiden har en diameter på ungefär 7 kilometer